# Elfo

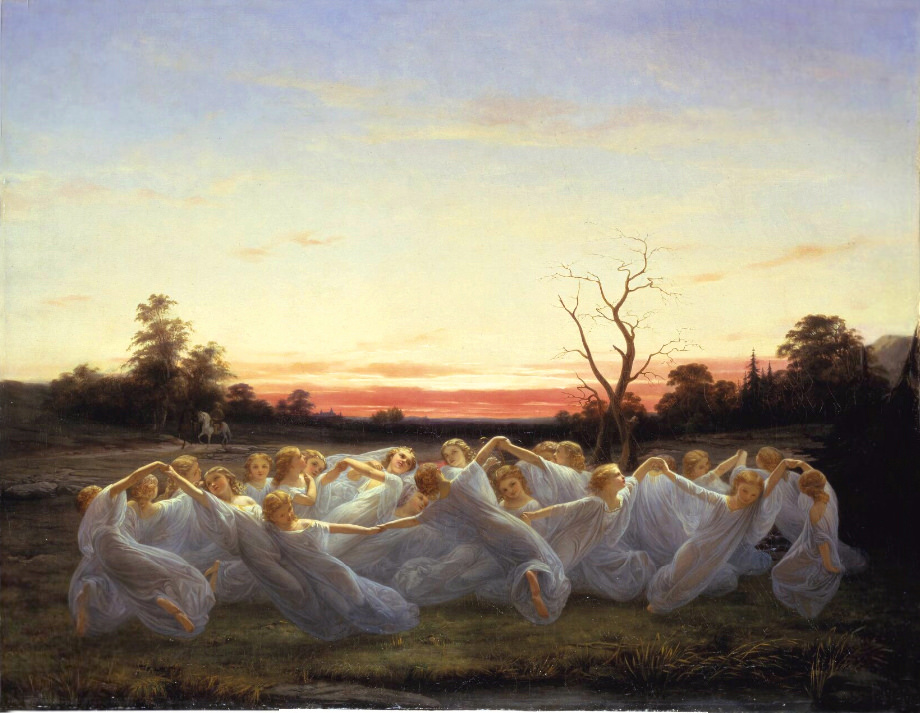
Pintura de Nils Blommér (1816–1853) localizada en el Museo Nacional de Estocolmo

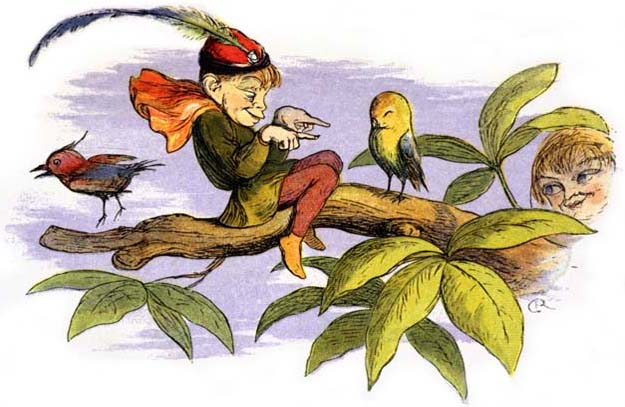
Pobre pajarito burlado, por Richard Doyle

Los elfos son criaturas de la mitología nórdica y germánica. Originalmente se trataba de una deidad menor de la fertilidad y representados como hombres y mujeres altos de estatura y jóvenes, de gran belleza, que viven en bosques, cuevas o fuentes. Se los consideraba como seres de larga vida o inmortales y con poderes mágicos.

## Etimología
La palabra elfo proviene del proto-germánico *albo-z, *albi-z, y del nórdico antiguo álfr, el alto alemán medio elbe. El femenino en español es "elfina/elfa", "elfinas/elfas" (en plural).
La etimología primordial puede ser la raíz proto-indoeuropea *albh- que significa "blanco", del cual también proviene el latín albus "blanco".
Los términos correspondientes en las lenguas germánicas son:
- Germánico nórdico
  - Nórdico antiguo: álfr, plural álfar.
  - Islandés: álfar, álfafólk y huldufólk (gente escondida).
  - Danés: Elver, elverfolk o alfer
  - Noruego: alv, alven, alver, alvene / alvefolket
  - Sueco: alfer, alver o älvor
- Germánico occidental
  - Inglés: elf, elfen, elven (de inglés antiguo: ælf)
  - Neerlandés: elf, elfen, elven, alven (de neerlandés medio: alf)
  - Alemán: del inglés: Elf (m), Elfe (f), Elfen elfos. El masculino Elb es reconstruido del plural por Jacob Grimm, Deutsches Wörterbuch, quien rechaza Elfe como un anglicismo reciente (en 1830).

. Elb (m, plural Elbe o Elben) es un término reconstruido, mientras que Elbe (f) está atestiguado en el alto alemán medio. Alb, Alp (m), plural Alpe tiene el significado de "íncubo" (antiguo alto alemán alp, plural *alpî o *elpî).
- Gótico *albs, plural *albeis

## Elfos en la mitología nórdica

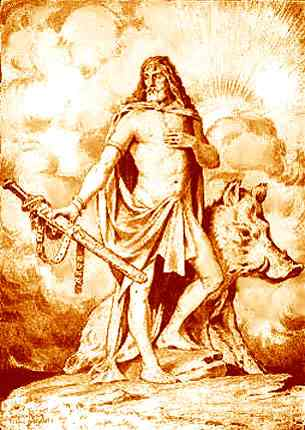
El dios Frey, señor de los elfos de la luz.

Las descripciones más tempranas preservadas de los elfos provienen de la mitología nórdica. En nórdico antiguo eran llamados álfar (singular, caso nominativo: álfr), y a pesar de que no existen descripciones más antiguas o contemporáneas, la aparición de seres etimológicamente relacionados con los álfar en varios folklores posteriores, sugiere fuertemente que la creencia en elfos era común entre todos los pueblos germánicos, y que no se limitaba a los antiguos escandinavos.
A pesar de que el concepto en sí mismo nunca está definido claramente en las fuentes existentes, los elfos parecen haber sido concebidos como seres o espíritus poderosos y hermosos. Nunca se han registrado mitos sobre los elfos. Varios hombres famosos parecen haber sido elevados al rango de elfos luego de su muerte, como el rey Olaf Geirstad-Alf. El héroe herrero Völundr (o Völund) es identificado como 'señor, líder, o sabio de los elfos' (vísi álfa, de víss, "certero, sabio") en el poema Völundarkvida. Un segundo título de Völundr es más oscuro: álfa ljóði, donde la raíz apunta a la expresión poética ljóðr o lýðr, "un pueblo, gente, hombres". Este título se ha interpretado como "líder de los álfar", pero más probablemente como "uno del pueblo de los álfar", indicando que Völundr es uno de ellos y no simplemente un humano.
En la Saga de Thidrek una reina humana se sorprende al descubrir que el amante que la embarazó es un elfo y no un hombre. En la Hrólfs saga kraka un rey llamado Helgi viola y embaraza a una elfina vestida de seda.
Consecuentemente, el cruce entre elfos y humanos es posible en la antigua creencia nórdica. La reina humana que tuvo un amante elfo dio a luz al héroe Högni, y la elfina que fue violada por Helgi dio a luz a Skuld, quien se casó con Hjörvard, el asesino de Hrólfr Kraki. La Hrólfs saga kraka agrega que ya que Skuld era medio-elfo, era muy habilidosa en la hechicería (seid), y a tal punto que era casi invencible en la batalla. Cuando sus guerreros caían, ella los levantaba nuevamente para que continuaran luchando. La única manera de derrotarla era capturarla antes de que pudiera convocar a sus ejércitos, que incluían guerreros élficos.
Hay también declaraciones en la Heimskringla y en la Þorsteins saga Víkingssonar de una línea de reyes locales que gobernaron Álfheim, que se correspondía con la provincia moderna sueca de Bohuslän y la provincia noruega de Østfold, y ya que tenían sangre élfica, se decía que eran más hermosos que la mayoría de los hombres.
La tierra gobernada por el rey Alf era llamada Alfheim, y toda su prole está relacionada con los elfos. Eran más hermosos que cualquier otra persona...
El último rey es llamado Gandalf.
Además de estos aspectos humanos, se los describe como seres semi-divinos asociados a la fertilidad y el culto a los ancestros. De esta forma, la noción de elfo se asemeja a la creencia animista en espíritus de la naturaleza y de los muertos, común a casi todas las religiones humanas; lo que también se corresponde con la antigua creencia nórdica en dísir, fylgjur y vörðar (espíritus seguidores y protectores). Como los espíritus, los elfos no estaban atados a limitaciones físicas y podían atravesar paredes y puertas, tal como sucede en Norna-Gests þáttr.
El historiador islandés Snorri Sturluson se refiere a los enanos (dvergar) como "elfos oscuros" (dökkálfar) o "elfos negros" (svartálfar); pero es incierto si esto refleja la creencia escandinava en su conjunto. Se refiere a otros elfos como "elfos de la luz" (ljósálfar), lo cual se ha asociado a la conexión de los elfos con Frey, el dios del sol (de acuerdo con Grímnismál, Edda poética). Snorri describe las diferencias de los elfos de esta manera:
"Allí [en el cielo] hay un lugar que es llamado Hogar de los elfos (Álfheimr). Las personas que viven allí son llamadas elfos de la luz (Ljósálfar). Pero los elfos oscuros (Dökkálfar) viven bajo la tierra, y no se asemejan en apariencia a ellos - y tampoco se asemejan en la realidad. Los elfos de la luz son más brillantes que la apariencia del sol, pero los elfos oscuros son más negros que la oscuridad en sí." (Snorri, Gylfaginning 17, Edda prosaica)
"Sá er einn staðr þar, er kallaðr er Álfheimr. Þar byggvir fólk þat, er Ljósálfar heita, en Dökkálfar búa niðri í jörðu, ok eru þeir ólíkir þeim sýnum ok miklu ólíkari reyndum. Ljósálfar eru fegri en sól sýnum, en Dökkálfar eru svartari en bik."
Mayor evidencia de la presencia de elfos en la mitología nórdica proviene de la poesía escáldica, la Edda poética y de las sagas legendarias. En ellas, los elfos están relacionados con los Æsir, particularmente por la frase común "Æsir y los elfos", que presumiblemente signifique "todos los dioses". Algunos eruditos han comparado a los elfos con los Vanir. Pero en Alvíssmál ("Dichos de Alvíss"), se considera a los elfos como seres distintos de los Vanir y los Æsir, como se revela por una serie de nombres comparativos en los cuales se da las propias versiones de varias palabras para los Æsir, los Vanir, y los elfos como reflejo de sus preferencias raciales individuales. Es posible que estas palabras marquen una diferencia de estatus entre los mayores dioses de la fertilidad, los Vanir, y los menores, los elfos. La Grímnismál cuenta que el Van Frey era el señor de Álfheim ("mundo de los elfos"), y hogar de los elfos de la luz. La Lokasenna cuenta como un gran grupo de Æsir y elfos se habían reunido en la corte de Ægir para un banquete. Había presente varios sirvientes de los dioses, como Byggvir y Beyla, que pertenecían a Frey, señor de los elfos, que eran probablemente elfos en sí, ya que no eran contados entre los dioses. Se mencionan también otros dos sirvientes, Fimafeng (asesinado por Loki) y Eldir.
Un poema de cerca de 1020, el Austrfaravísur ('Versos de viajes al este') de Sigvat Thordarson, menciona que, como cristiano, se le negó la entrada a una residencia pagana, en Suecia, porque se estaba llevando a cabo un álfablót ("sacrificio a los elfos"). Sin embargo, no se tiene más información confiable sobre a lo que un álfablót implica, pero como otros blóts, es probable que incluyera ofrenda de alimentos.
Además, en la Saga de Kormák se evidencia la creencia de que sacrificar para los elfos podía curar graves heridas de combate:
Þorvarð se curó lentamente; y cuando se pudo parar fue a ver a Þorðís, y le preguntó qué podría ayudarle a curarse mejor.
"Hay una colina", le respondió, "no lejos de aquí, donde los elfos tienen su refugio. Hazte con el toro que mató Kormák, y enrojece la colina con su sangre, y haz un festín con su carne para los elfos. Así serás curado."

## Elfos germanos
Los elfos germanos originales (sajón antiguo alf; alto alemán medio: alb, alp; plural elbe, elber; antiguo alto alemán alb, del siglo XIII) se cree que eran ligeras criaturas que vivían en el cielo durante la era del paganismo germánico, y puede que haya incluido elfos oscuros o enanos subterráneos (ya que se entendía que eran similares a los álfr de la antigua mitología nórdica). En el folclore post-cristiano comenzaron a ser descritos como pícaros maliciosos que podían provocar enfermedades en el ganado y la gente, y además provocar malos sueños. La palabra alemana para pesadilla, Albtraum, significa "sueño de elfo". La forma arcaica Albdruck significa "agobio elfo"; se creía que las pesadillas eran provocadas por un elfo sentado en el pecho de una persona durmiendo. Este aspecto de las creencias germanas en los elfos se corresponde de manera similar con las creencias escandinavas en mara. También guarda cierta similitud con las leyendas sobre los íncubos y súcubos.
En el folclore de Dinamarca y Suecia aparecen muy ocasionalmente reyes elfos, pero hay una predominancia de mujeres elfas. En la época germana media de Nibelungenlied, un enano llamado Alberich juega un importante papel. Alberich cuyo nombre es literalmente "elfo soberano" contribuye aún más en la confusión entre elfos y enanos que viene ya desde la Edda prosaica. A través del francés Alberon, la palabra entró al idioma inglés como Oberón – rey de los elfos y las hadas en la obra de Shakespeare, El sueño de una noche de verano.
La leyenda de Der Erlkönig parece haberse originado en una época más reciente en Dinamarca y Goethe basó su poema en "Erlkönigs Tochter" ("La hija de Erlkönig"), una obra danesa traducida al alemán por Johann Gottfried Herder.
La naturaleza de Erlkönig ha sido tema de varios debates. El nombre traducido literalmente del alemán sería "rey Alder" más que su habitual traducción del inglés de, "rey elfo" (que sería en alemán Elfenkönig). Se ha sugerido en ocasiones que Erlkönig es un error de traducción de la fuente original danesa ellerkonge o elverkonge, que en este caso si significa "rey elfo".
De acuerdo con el folclore germano y danés, el Erlkönig aparece como un presagio de muerte, de manera similar a banshee en la mitología irlandesa. A diferencia de banshee, el Erlkönig se le aparece solamente a una persona a punto de morir. Su forma y expresión dice a la persona que tipo de muerte tendrá: una expresión de sufrimiento indica una muerte dolorosa, una pacífica es señal de muerte tranquila e indolora. Este aspecto de la leyenda fue inmortalizado por Goethe en su poema Der Erlkönig, que más tarde sería musicalizado por Franz Schubert.
En la primera historia del cuento de hadas de los hermanos Grimm, Die Wichtelmänner, los protagonistas que dan título al cuento son dos pequeños seres que ayudan a un zapatero en su trabajo. Cuando recompensa su trabajo con pequeñas ropas, están tan encantados, que se alejan corriendo y nunca los vuelve a ver. Aunque los Wichtelmänner son similares a seres como los kobolds, enanos y brownies, los protagonistas del relato han sido traducidos en ocasiones como elfos.
Variaciones de los elfos germanos en el folclore incluye a la gente de los árboles y las damas blancas. Jacob Grimm no los asocia directamente con los elfos, pero otros investigadores ven una posible conexión a los brillantes elfos de luz de los antiguos nórdicos.

## Los elfos de la fantasía literaria
En novelas de fantasía y folklore, los elfos son frecuentemente descritos como gente pequeña con orejas puntiagudas y personalidades traviesas. Además, en la visión más moderna son imperceptibles, y viven en los bosques y otros lugares naturales; así, se los mezcla con duendes y otros seres feéricos tradicionales. También aparecen en la literatura española antigua: en el Cantar de mio Cid, por ejemplo, hay un verso que alude a la leyenda de los "caños de Elpha",esto es, la "cueva de Elfa" donde estaría encerrada este extraño personaje, del que poco más se sabe.

A siniestro dexan a Griza, que Alamos pobló; / allí son caños dó a Elpha ençerró (Cantar de Mío Cid, vv. 2694-5)

En su versión literaria moderna, son longevos (pueden vivir milenios) o inmortales y tienen poderes mágicos, que usan para proteger la naturaleza, en la que seguirán cuando los hombres ya hayan desaparecido, como postula el poeta romántico italiano Giacomo Leopardi en el "Diálogo entre un elfo y un gnomo" (1824) de sus Opúsculos morales / Operette morali (1834). Los elfos se caracterizan principalmente por sus orejas puntiagudas y grandes ojos. También se distingue su alta estatura y sus movimientos ágiles y ligeros. Poseen una gran destreza con la magia y una fuerza superior a los humanos, además de una mayor inteligencia y sensatez. Los elfos se han relacionado siempre con la naturaleza y el aprecio que le tienen a ella. Y viven para protegerla con ayuda de su magia de seres oscuros.
Los elfos son de carácter serio, aunque amable. Son responsables, leales y honrados, ante todo. Como muchos de los seres fantásticos, los elfos piensan que los humanos son una raza inferior, debido a su falta de inteligencia.
Se cuenta que la raza élfica ha precedido a la Humanidad (J. R. R. Tolkien) en un gran número de milenios. Viven en sociedades análogas a las humanas, con reyes a quienes están sometidos. Aman el juego, la danza y el canto. A menudo pasan la noche entera en rondas infatigables que solo interrumpe el canto del gallo, pues temen la luz del día y la mirada de los humanos. El que, de noche, en una llanura solitaria, se deja fascinar por la belleza de sus hijas y acepta entrar en su ronda, está perdido. Pero lo más frecuente es que sus danzas no tengan testigos; por la mañana se nota solamente en la hierba húmeda el rastro de sus pasos.
En alta fantasía, generalmente los elfos no son hostiles a los humanos, ya que los consideran inferiores y de poca importancia. A menudo desprecian a la especie humana como inferior y bárbara, del mismo modo que algunos miran a los animales de compañía y otros animales; el caso más extremo de eso podemos encontrarlo en los elfos de Pratchett, donde se trata de seres sin ningún tipo de empatía ni remordimientos, que tratan a los humanos (y a todo en general, hasta a ellos mismos) como fuente de entretenimiento, sin darle demasiada importancia al tipo de entretenimiento que proporcionen (música, danza, sujetos para torturar, etc.).
También hay elfos oscuros (svartalfer en la mitología nórdica), los cuales son retorcidos y malignos. Los elfos son enemigos de los orcos y goblins, y suelen estar permanentemente peleados con los enanos.

## Principales versiones modernas

### En las obras de J. R. R. Tolkien

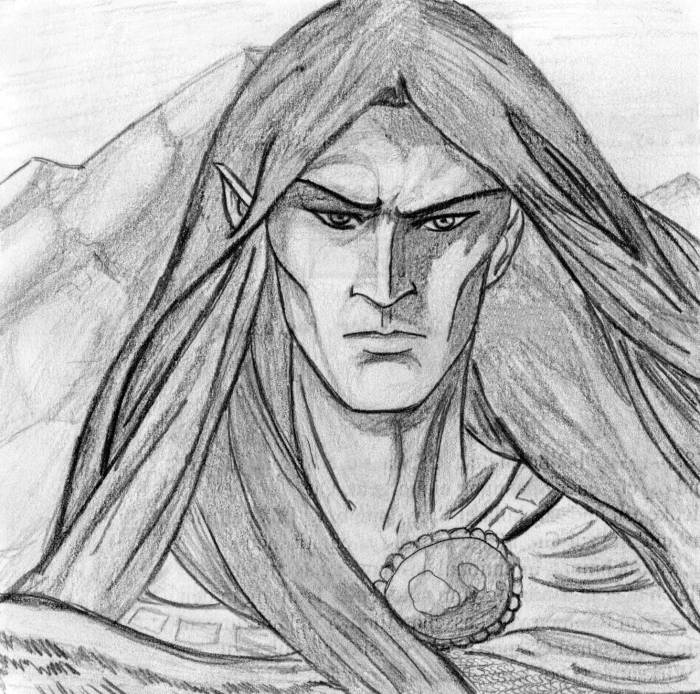
Un señor de los elfos, tal y como los imaginaba Tolkien.

En las obras de J. R. R. Tolkien, los elfos, que se llaman a sí mismos Quendi en quenya, son seres de gran poder, sabiduría y belleza; los primeros nacidos de los llamados hijos de Eru, ya que los hombres serían los segundos en llegar al mundo, son concebidos en la tercera canción con la cual se creó el mundo, como se cuenta en el «Ainulindalë». Estos despertaron por primera vez cuando Varda, la Señora de los Cielos, un espíritu femenino valar, encendió las estrellas y despertaron en Cuiviénen, región costera al oriente del mar interior de Helcar. Como lo primero que vieron fueron las estrellas, las aman sobre todas las cosas y adoran a Varda. Estos seres son inmortales, no pueden morir ni por enfermedad ni por vejez, aunque sí por violencia o, en casos extremos, de tristeza y así vuelven a las estancias de Mandos donde esperan el fin de los tiempos. Para Tolkien, los elfos son seres poderosos, excelentes músicos y artesanos, aunque solo los noldor entre ellos pueden superar la maestría de los enanos en la metalurgia; además los elfos fueron las primeras criaturas en crear un lenguaje hablado y escrito, y en muchos casos los idiomas de la Tierra Media derivan de ellos. En algunos momentos se alían con los hombres para enfrentar un enemigo común, pero por lo general prefieren tener poco trato con ellos. Según la obra de Tolkien, estos seres se encuentran «atados al mundo», y al contrario de los hombres que tienen los dones de poder labrar su propio destino y de la mortalidad, su destino está ligado a la canción que creó al mundo.

### En la saga de Harry Potter
En la saga de Harry Potter aparecen los que son definidos como elfos domésticos, fieles sirvientes de magos y brujas de la alta sociedad mágica, obedeciendo incondicionalmente los deseos y órdenes de sus amos. Tienen poderes mágicos poco explicados (entre ellos la capacidad de aparecerse y desaparecerse), y portan vestimentas sucias y descuidadas. Estos son reprimidos y consideran una gran vergüenza ser liberados, pero pueden ser liberados si su amo les regala una prenda de vestir, como en el segundo libro de Harry Potter, cuando él se las ingenia para poner un calcetín en un libro y así liberar a uno. Se trata del ejemplo más degradado y horripilante referido, por lo que algunos fanes los consideran una subespecie inferior y diferenciada.
Hay tres principales en esta saga:
- Dobby
- Kreacher
- Winky

### EnEl Legado
Aquí, los elfos son seres diestros con el control de la naturaleza, que tienen gran habilidad y fuerza, y nunca mueren por edad. Esta última característica la obtuvieron de los dragones, pues antes vivían tanto como los humanos, gracias a que manipulan los árboles pudieron vivir eternamente.
Cuando los elfos llegaron en sus barcos plateados a Alagaësia, se vieron envueltos en Du Fyrn Skulblaka (la Guerra con los Dragones). Esta guerra comenzó cuando un joven elfo cometió el error de cazar a un dragón como si fuera un animal común y corriente. Los dragones, ultrajados, mataron al elfo. Pero la matanza no paró ahí; los dragones se unieron, y atacaron a los elfos. Éstos, consternados, intentaron detener el conflicto, pero no hallaron manera de comunicarse con los dragones. Al principio los elfos solo se defendían, pero la ferocidad de los dragones hizo que los elfos tuvieran que atacar para sobrevivir. Esta guerra habría durado mucho más si un elfo llamado Eragon (que no es el protagonista de la saga) no hubiera encontrado un huevo de dragón.
Nadie sabe cómo apareció el huevo ahí, pero Eragon pensó que sería de gran trascendencia el hecho de que un elfo criara a un dragón con cariño. Cuando el dragón de Eragon alcanzó la madurez, ambos viajaron a donde los dragones, y les convencieron de finalizar la guerra. La paz se consumó, pero era inevitable que de nuevo comenzaran las tensiones. Ambas facciones comprendieron que era necesaria una alianza más firme que un simple tratado. Decidieron vincular los destinos de elfos y dragones con la magia.
Durante nueve años, los más sabios y poderosos hechiceros élficos prepararon el hechizo. Cuando estuvo listo, los dragones aportaron enorme cantidad de energía que se requería, y los elfos, la estructura del hechizo, fundiendo las almas de elfos y dragones. Los dragones ganaron el uso del lenguaje y otras herramientas de la civilización, y los elfos, la longevidad de los dragones. Cientos de años después, cuando los humanos llegaron a Alagaësia, fueron añadidos al hechizo.
Son inmortales; solo pueden enfermarse de la carne, o asesinados.

### EnArtemis Fowl
Al contrario que en otras obras modernas, los elfos de Eoin Colfer se parecen más a las criaturas bajitas de la mitología irlandesa. Se definen a sí mismos como Criaturas Mágicas, pese a vivir en una sociedad subterránea supertecnificada. No se sabe cuál es su promedio de vida con exactitud, pero sí que es muy superior (por siglos) al de los humanos. También se ha hecho hincapié en que su ritmo biológico es más lento que el de los humanos (podría ser un intento de explicación racional), y en que la radiactividad es mortal en su caso. Poseen unos poderes mágicos bastante limitados por reglas muy precisas, recogidas en el Libro de las Criaturas, que podría compararse con una Biblia a falta de una analogía mejor.
Las normas más destacadas (es decir, con una influencia más directa en la trama) son:
- Las Criaturas no pueden entrar en edificios humanos sin una invitación explícita por parte de estos, o sufrirán las consecuencias. (Parece una tontería, pero esta norma llega a ser un problema serio en algunas ocasiones) Esta norma solo es válida hasta el libro VI.
- Para "recargar" el nivel de magia de una Criatura, es preciso llevar a cabo un ritual determinado en un lugar donde convejan un roble añejo y un arroyo claro una noche de luna llena. No se ha aportado ninguna explicación "científica" a este respecto.
- Los humanos no deben enterarse de la existencia de las Criaturas Mágicas. Esta norma se lleva hasta el extremo de que todo el equipo de combate referido más abajo dispone de sistemas de autodestrucción activables por satélite, que destruyen hasta el cuerpo del usuario.

Los poderes más conocidos de las Criaturas son el Encanta (un tipo de hipnosis mucho más avanzada que lo que los humanos están acostumbrados), el universal y común a todos poder de la curación, el don de lenguas, etc.
Según Collfer, estos elfos coexistían con la Humanidad en la superficie de la Tierra hasta que, en torno al 7500 AC (según la cronología humana, partiendo de que Collfer daba la fecha "hace 10.000 años") estalló una guerra entre las Criaturas Mágicas y la especie humana, cuyo dramático final fue la Batalla de Taillite, probablemente sucedida en Irlanda, siendo las Criaturas Mágicas derrotadas y obligadas a vivir en el subsuelo terrestre. Es de suponer que entonces no disponina de la tecnología de que disponen ahora, porque si no tiene sentido que unos humanos armados con lanzas de hueso y hondas los derrotaran pese a tener la ventaja de la magia. Por supuesto, la tradición humana no tardo en olvidar una historia semejante y los redujo a la categoría de mitos.
A inicios del siglo XXI, cuando suceden los sucesos de Artemis Fowl, estas criaturas habitan un lugar llamado Ciudad Refugio, debajo de las islas británicas; también se menciona un lugar llamado Atlantis situado bajo el Océano Atlántico. Las escasas descripciones del hábitat de estos seres permiten saber que esta ciudad estaría en una caverna gigantesca, comunicada por una red de túneles con la superficie y con otros lugares (al más puro estilo del mundo subterráneo de Verne o de Myst), en donde disponen de toda clase de tecnología avanzada, desde lanzaderas espaciales (se menciona una misión a la cara oculta de la Luna) hasta lámparas simuladoras de luz solar, pasando por los más avanzados equipos de espionaje, limpieza de memoria y armas basadas en la energía nuclear (abierta contradicción con lo referido más arriba) o incluso la tecnología para parar el tiempo. Resumiendo, todo el hardware de una sociedad de película futurista.

### EnWarcraft
En el mundo de Warcraft, todos los elfos son evoluciones de los troles oscuros que mutaron al acercarse al Pozo de la Eternidad siendo los primeros "Kal'dorei" (Hijos de las estrellas) o conocido por el resto de las razas de Azeroth como Elfos de la Noche, Elfos nocturnos o Elfos oscuros que pertenecen a la Alianza y habitan como refugiados en la capital humana de Ventormenta tras la destrucción de su hogar.
Por varios motivos o sucesos fueron apareciendo una larga lista de etnias de esta raza:
Ren'dorei "Hijos del vacío" o elfos del vacío son un grupo de Sin'dorei exiliados pertenecientes a la Alianza que son capaces de controlar las fuerzas del vacío.
Quel'dorei "Bien nacidos" o Elfos Nobles/Altos son elfos que abandonaron Lunargenta durante la Tercera Guerra y decidieron no abandonar la Alianza.
Sin'Dorei "Hijos de la sangre" o Elfos de sangre son elfos nobles que reconquistaron Lunargenta de La Plaga y aceptaron la magia vil para satisfacer su sed de magia con tal de sobrevivir. Adoptaron este nombre en honor a sus hermanos caídos. Abandonaron la Alianza tras la casi total aniquilación de su pueblo por parte de Arthas, un príncipe de la Alianza; tras ser abandonados por esta y tras el intento de asesinato de Garithos, un mariscal de la Alianza, a los sin'dorei supervivientes y a su príncipe. Ante la necesidad de aliados debido a la traición de su príncipe Kael'thas, los elfos de sangre se unen a la Horda gracias a la ayuda de Sylvanas, una no-muerta que fue una elfa noble de Lunargenta en vida.